# Gvidas
Gvidas ist ein litauischer männlicher Vorname, eine Abkürzung von Gvidonas. Der Name ist abgeleitet von Guido.

## Formen
- Gvida, weiblich
- Gvidė, weiblich

## Personen
- Gvidas Drobužas (* 1963), Manager und Unternehmer, Gründer des Straßenbaukonzerns „Panevėžio keliai“
- Gvidas Grigas (* 1980), Fußballspieler